# Platypalpus vulcanicus
Platypalpus vulcanicus är en tvåvingeart som beskrevs av Frey 1958. Platypalpus vulcanicus ingår i släktet Platypalpus och familjen puckeldansflugor.
Artens utbredningsområde är Kanarieöarna. Inga underarter finns listade i Catalogue of Life.